# Quinchilca (comuna)
Quinchilca fue una de las comunas que integró el antiguo departamento de Valdivia, en la provincia de Valdivia.
En 1920, de acuerdo al censo de ese año, la comuna tenía una población de 4895 habitantes. Su territorio fue organizado por decreto del 22 de diciembre de 1891, a partir del territorio de las Subdelegaciones 7.° Calle-Calle, 8.° Quinchilca y 9.° Macó.

## Historia
La comuna fue creada por decreto del 22 de diciembre de 1891, con el territorio de las Subdelegaciones 7.° Calle-Calle, 8.° Quinchilca y 9.° Macó.
La comuna fue suprimida por decreto del 23 de junio de 1894, creando en su lugar la comuna de Calle-Calle.